# Steve Smith (kolarz)
Steve Smith (ur. 25 listopada 1989 w Nanaimo, zm. 10 maja 2016 tamże) – kanadyjski kolarz górski, dwukrotny medalista mistrzostw świata i zdobywca Pucharu Świata.

## Kariera
Pierwszy sukces w karierze Steve Smith osiągnął w 2010 roku kiedy zdobył srebrny medal w downhillu podczas mistrzostw w Mont-Sainte-Anne. W zawodach tych wyprzedził go jedynie Australijczyk Samuel Hill, a trzecie miejsce zajął Greg Minnaar z RPA. Na rozgrywanych dwa lata później mistrzostwach świata w Leogang w tej samej konkurencji zajął trzecie miejsce, ulegając jedynie Gregowi Minnaarowi i Brytyjczykowi Gee Athertonowi. W sezonie 2013 zwyciężył w klasyfikacji generalnej Pucharu Świata w downhillu, wyprzedzając Brytyjczyka Gee Athertona oraz Grega Minnaara. Smith został tym samym pierwszym kanadyjskim kolarzem, który stanął na podium klasyfikacji generalnej PŚ w downhillu oraz pierwszym, który w niej zwyciężył. W sześciu zawodach tego sezonu aż pięciokrotnie plasował się w czołowej trójce, w tym trzykrotnie zwyciężał: 11 sierpnia w Mont-Sainte-Anne, 15 września w Hafjell oraz 22 września w Leogang.